# Chó Laika Tây Siberia
Chó Laika Tây Siberia (tiếng Anh: West Siberian Laika, viết tắt là WSL) là một giống chó săn và đồng thời một giống chó đuôi cuộn. Các ấn phẩm của Nga cho thấy thuật ngữ Chó Laika Tây Siberia được áp dụng cho chó săn có nguồn gốc từ người Mansi và Khanty ở Ural và Tây Siberia, nhưng không có tiêu chuẩn hoặc việc đăng ký cho giống chó này cho đến năm 1930. Sau đó, Chiến tranh Thế giới thứ Hai làm gián đoạn việc nhân giống của giống chó Laika Tây Siberia, nhưng hệ thống nhân giống và đăng ký tiếp tục sau khi chiến tranh kết thúc vào năm 1946. Đây là thời gian các giống chó bắt đầu biến đổi trở thành hình dạng hiện đại. Trước đó thợ săn chỉ biết Chó Mansi Laika và Chó Khanty Laika. Đầu năm 1960, nhiều thợ săn ở Ural vẫn ưa thích thuật ngữ Chó Mansi Laika, khi nói về Chó Laika Tây Siberia. Trong tiếng Nga, thuật ngữ Laika bắt nguồn từ từ layat có nghĩa là sủa. Từ Laika chỉ đơn giản có nghĩa là "con vật phát ra tiếng sủa". Bất kỳ con chó Laika nào trợ giúp công việc săn bắn đều là một con chó săn sủa (chỉ cho con người con mồi là thú vật quan tâm bằng cách sủa và ở lại với con vật). Nó là một con chó đa năng tùy thuộc vào cách thức sử dụng và môi trường, nhưng ở một số nơi của đất nước, chúng đã trở nên chuyên biệt hơn.